# Eric Jelen
Eric Jelen (n, 11 de marzo de 1965) es un exjugador alemán de tenis. En su carrera conquistó 1 torneo ATP de individuales y 5 torneos ATP de dobles. Su mejor posición en el ranking de individuales fue el Nº23 en julio de 1986. En 1986 llegó a la cuarta ronda de Wimbledon.